# El enigma Agustina
El enigma Agustina es una película dirigida por Emilio J. García Gómez-Caro y Manuel González García. Rodada en Granada, París y Madrid, aborda algunos de los hitos científicos más relevantes ocurridos en Europa en el primer tercio del siglo XX, haciendo especial hincapié en disciplinas como la relatividad general, la mecánica cuántica y la cosmología. 
También permite redescubrir un periodo de la historia reciente en el que España se acercó a la vanguardia científica -la llamada edad de plata de la ciencia española- gracias al trabajo de la Junta de Ampliación de Estudios (JAE) y a la dedicación de personas como Blas Cabrera, Julio Palacios, Enrique Moles, José Castillejo o Felisa Martín Bravo.
La película ha sido financiada por la Fundación Española para la Ciencia FECYT -Ministerio de Economía, Industria y Competitividad- y cuenta con la colaboración de la Sociedad Española de Astronomía, la Consejería de Cultura de la Junta de Andalucía y el Instituto Andaluz de la Mujer.

## Sinopsis
Madrid, 1980. En las obras de remodelación del Palacio del Pardo, oculto tras un falso techo, aparece un baúl lleno de objetos y documentos que no guardan ninguna relación aparente entre sí: fotos antiguas, discos de pizarra, programas de mano de un espectáculo de copla de los años veinte, cartas, artículos científicos y una tesis doctoral. Sin que nadie les preste especial atención, dicho arcón y su contenido es almacenado y olvidado durante años.
Granada, 2015. Una estudiante de doctorado de Historia de España Contemporánea se pone en contacto con un divulgador científico para que le ayude con el enigma ante el que se encuentra. En el transcurso de su tesis sobre Blas Cabrera, la historiadora ha localizado el baúl de El Pardo. Entre todos los documentos, se encuentra una tesis doctoral en Física dirigida por Blas Cabrera a una tal Agustina Ruiz Dupont, además de unas cartas firmadas por Albert Einstein y Marie Curie donde se menciona el nombre de Agustina, y varias fotos en las que una misteriosa mujer -de la que no se tiene ninguna referencia histórica- aparece rodeada de toda la élite científica europea de principios del siglo XX...
Nace así el enigma Agustina.

## Premios
| Año  | Evento | Categoría                                                                     | Resultado |
| ---- | --- | ----------------------------------------------------------------------------- | --------- |
| 2019 | Premio Prismas (Museos Científicos Coruñeres) | Mejor proyecto singular                                                       | Ganadora  |
| 2018 | BICC - Bienal Internacional de cine científico Ronda - Madrid - México                                                                                                 | Gran Premio Unicaja BICC Ronda-Madrid-México 2018 a la Mejor Obra Audiovisual | Ganadora  |
| 2018 | I Certamen Cine Autor (VOD) | Mejor Largometraje documental                                                 | Finalista |
| 2018 | «12º Festival Internacional de cine independiente de Villa de Leyva (Colombia)». Archivado desde el original el 11 de junio de 2019. Consultado el 15 de mayo de 2019. |                                                                               | Candidata |
| 2018 | V Festival Nuevo Cine Andaluz de Casares | «Sección Oficial Documentales».                                               | Candidata |